# Eugenijus Laurinaitis
Eugenijus Laurinaitis (* 1951 in Klaipėda) ist ein litauischer Psychiater und Psychotherapeut, Gruppentherapeut, Professor am Lehrstuhl für Psychologie.

## Leben
Ab 5 Jahren lebte er in Šiauliai. Nach dem Abitur 1969 in der 23. Mittelschule Vilnius absolvierte er 1975 das Studium und Internatur der Chirurgie sowie 1977 Psychiatrie an der Medizinfakultät der Universität Vilnius (VU). 1978 bildete er sich weiter  am Ärzteinstitut Leningrad (Russland). Dort studierte er Psychotherapie. 1986 promovierte er im  Bechterew-Forschungsinstitut für Psychiatrie und Neurowissenschaften Leningrad  zum Kandidaten der Medizinwissenschaften. Er schrieb die Dissertation "Klinisch-psychologische Merkmale von Herzpatienten in der pre- und postoperativen Phase. 1994 wurde seine Dissertation nostrifiziert.
Ab 1989 lehrte er an der Psychiatrischen Klinik als Assistent. Er errichtete den litauischen Verband für Hypnose. Als Gründer war er von 1986 bis 1990 sein erster Präsident. Laurinaitis lehrt seit 1991 als Dozent an der Universität Vilnius (VU) und als Professor am Institut für Psychologie an der Mykolas-Romeris-Universität. Er ist auch Psychotherapie-Lehrer,  Präsident der litauischen Vereinigung der Psychotherapie, Ehrenmitglied des Vereins für Gruppen-Analysis Society. Seit 2013 leitet er als Präsident die European Association for Psychotherapy.
Seit 1971 ist Laurinaitis verheiratet und hat zwei Töchter. Eine davon, Agnietė Laurinaitytė, ist Psychologin und Bewegungstherapheutin.